# Catedral de San Vicente de Paúl (Túnez)
La catedral de San Vicente de Paúl (en francés Cathédrale Saint-Vincent-de-Paul) es una catedral católica en Túnez, sede del arzobispo de la arquidiócesis de Túnez bajo la advocación de san Vicente de Paúl. Su nombre hace honor a un sacerdote francés que fundó la Congregación de la Misión y la Compañía de las Hijas de la Caridad, siervas de los pobres enfermos, esta última junto a santa Luisa de Marillac. Tiene relación con Túnez porque San Vicente mandó misiones a este país. 
Se encuentra en la Plaza de la Independencia (Place de l'Indépendence), en Ville Nouvelle, en el cruce de la Av. Habib Bourguiba y Av. de France, frente a la Embajada de Francia. Fue construida con una mezcla de estilos arquitectónicos, incluyendo neoárabe, neogótico y neobizantino. La construcción comenzó en 1893 y la iglesia fue inaugurada en la Navidad de 1897, aunque con una de sus torres de madera a causa de la escasez de fondos.

## Véase también

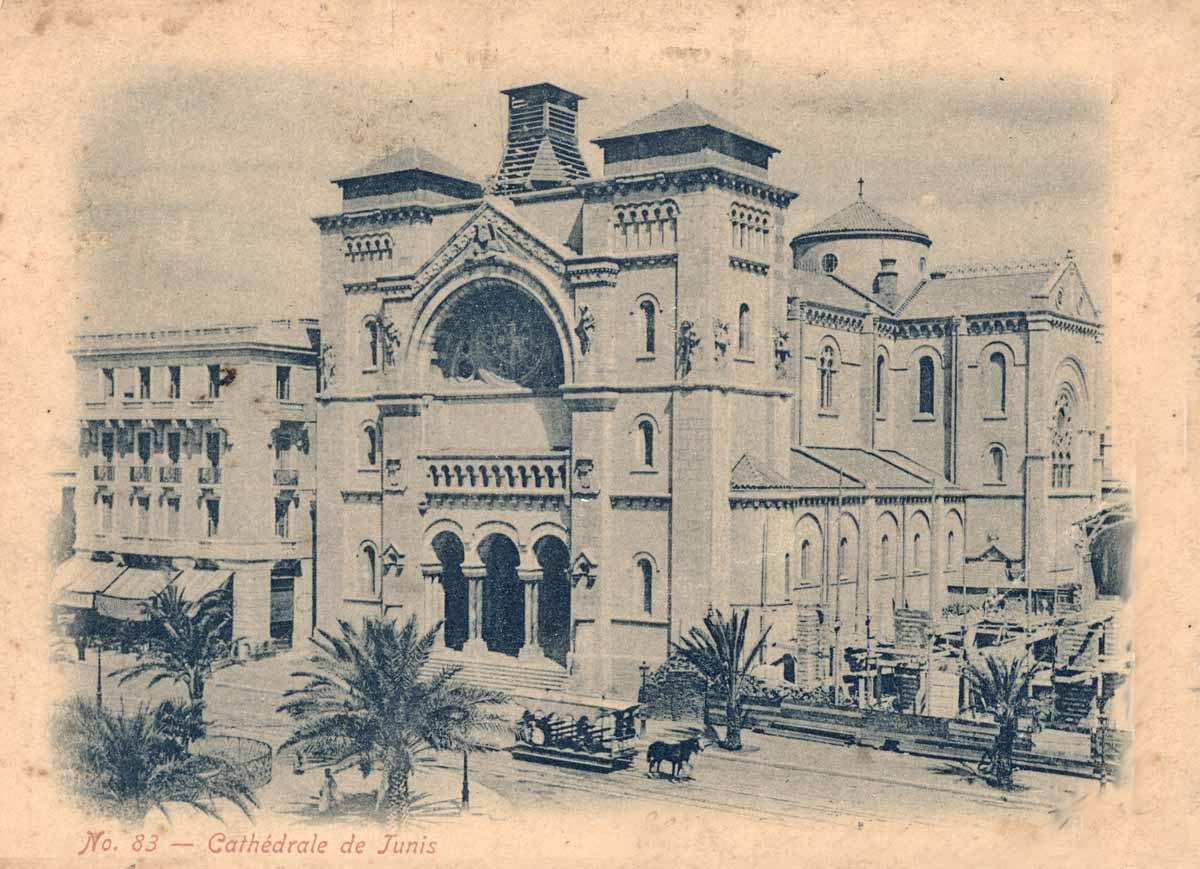
Aspecto de la catedral c. 1890.